# Агуаділья (Пуерто-Рико)
Агуаділья (ісп. Aguadilla, МФА: [aɣwaˈðiʎa]) — муніципалітет Пуерто-Рико, острівної території у складі США. Заснований 1775 року.

## Географія
Агуаділья розташований у північно-західній частині острову Пуерто-Рико.
Площа суходолу муніципалітету складає 94 км² (45-е місце за цим показником серед 78 муніципалітетів Пуерто-Рико).

## Демографія
Станом на 2010 рік на території муніципалітету мешкало 60 949 ос.
Динаміка чисельності населення:

## Населені пункти
Найбільші населені пункти муніципалітету Агуаділья:
| Населений пункт  | Статус | Населення :   | Населення :   | Населення :   |
| Населений пункт  | Статус | на 01.04.1990 | на 01.04.2000 | на 01.04.2010 |
| ---------------- | ------ | ------------- | ------------- | ------------- |
| Агуаділья        | Місто  | 18 347        | 16 776        | 13 310        |
| Кабан            | Селище | 4 327         | 3 959         | 3 334         |
| Рафаель-Ернандес | Селище | 1 374         | 1 516         | 1 351         |
| Сан-Антоніо      | Селище | 2 458         | 2 300         | 1 942         |